# دفاع از جانوران کوه راکی
دفاع از جانوران کوه راکی (به انگلیسی: Rocky Mountain Animal Defense (RMAD)) یک سازمان غیرانتفاعی (سازمان سی ۵۰۱) مستقر در ایالات متحده بود که به از بین بردن درد و رنج تحمیلی جانوران توسط انسان در منطقه کوه راکی کمک کرد. این گروه در سال ۱۹۹۴ تشکیل شد. دفاع از جانوران کوه راکی، مأموریت خود را از طریق آموزش عمومی، آگاهی‌رسانی به جامعه، دادخواهی، قانون‌گذاری و کار عملی پیش برد. از ماه مه، ۲۰۱۰، این گروه تحت رهبری مدیر اجرایی کارن برسلین، به عدالت برای جانوران در کوه راکی تغییر نام داد.